# Jean Kevers
Jean Elso Oscar Leon Kevers (Bulungu (Congo), 8 april 1924 - Doornik, 8 oktober 2001) was een Belgisch senator.

## Levensloop
In Congo geboren, kwam hij zijn middelbare studies doen in het Sint-Augustinuscollege in Edingen. In de laatste maanden van de Bezetting trad hij toe tot het gewapend verzet en werd vervolgens oorlogsvrijwilliger. Hij promoveerde tot doctor in de rechten. Nadien vertrok hij naar Congo en was er van 1945 tot 1961 ambtenaar bij de rechterlijke macht. Teruggekeerd naar België werd hij van 1961 tot 1979 leraar middelbaar onderwijs in Leuze-en-Hainaut.
In 1964 werd hij voor de PSC gemeenteraadslid van Leuze-en-Hainaut, wat hij bleef tot in 1982. Van 1977 tot 1982 was Kevers schepen van de gemeente.
Bovendien zetelde hij van 1968 tot 1985 als rechtstreeks gekozen senator voor het arrondissement Doornik-Aat-Moeskroen in de Belgische Senaat. Hij was ondervoorzitter en quaestor van de senaat. Door het toen bestaande dubbelmandaat was hij van 1971 tot 1980 ook lid van de Cultuurraad voor de Franse Cultuurgemeenschap en van 1980 tot 1985 lid van de Waalse Gewestraad en de Franse Gemeenschapsraad.